# Марио Молина
 Марио Хосе Молина-Паскел Енрикес (на испански: Mario José Molina-Pasquel Henríquez) е мексикански химик, лауреат на Нобелова награда за химия от 1995 г. Той изиграва ключова роля в откриването на антарктическата озонова дупка и изучаването на вредното влияние на хлорофлуоровъглеродите върху озоновия слой на Земята. Молина служи като съветник за климатичната политика на мексиканския президент Енрике Пеня Нието.

## Ранен живот и образование
Молина е роден на 19 март 1943 г. в град Мексико, в семейството на Роберто Молина-Паскел (адвокат и съдия, който служи като посланик в Етиопия, Австралия и Филипините) и Леонор Енрикес. Като дете, той преобразува една баня в малка лаборатория, използвайки микроскопи играчки. Той черпи вдъхновение от леля си, Естер Молина, която е химичка и му помага с експериментите.
Първоначално учи в родния си град, а след това в Санкт Гален, Швейцария. През 1965 г. получава бакалавърска степен по химично инженерство от Националния автономен университет на Мексико. Завършва следдипломно обучение по полимеризационна кинетика през 1967 г. във Фрайбургския университет, Западна Германия. През 1972 г. получава докторска степен по физикохимия от Калифорнийския университет – Бъркли. Там той се запознава с химичката Луиса Тан, за която се жени през юли 1973 г. След няколко месеца двойката се премества в Ървайн, Калифорния.

## Научна дейност
През 1974 г. Молина работи като постдокторантски изследовател в Калифорнийския университет, Ървайн. Заедно с Шерууд Роуланд публикуват труд в списание Nature, в който подчертават заплахата, която представляват хлорофлуоровъглеродите за озоновия слой в стратосферата. По това време CFC химикалите намират широко приложение като хладилни агенти и горива при аерозолите. Скоро след публикацията си в списанието, двамата оповестяват доклад от 150 страници на Комисията по атомна енергия на САЩ на среща на Американското химическо общество в Атлантик Сити през септември 1974 г. С това те призовават за пълна забрана на всякакви последващи емисии на хлорофлуоровъглероди в атмосферата и обръщат вниманието на обществото към проблема.
Откритията на Роуланд и Молина се оспорват от производителите в химическата промишленост и публична дискусия относно нуждата за противодействие се оформя едва през 1976 г. след публикация на Националната академия на науките на САЩ. Усилията на двамата са допълнително подкрепени от доказателствата за дълготрайно намаляване на стратосферния озон на Антарктида. Последващите усилия в крайна сметка довеждат до подписването на Монреалския протокол от 56 държави през 1987 г., който ограничава употребата и производството на хлорофлуоровъглеродите. Именно за тази си работа Молина е удостоен с Нобелова награда за химия през 1995 г. Той е и един от 22-мата нобелови лауреати, които се подписват под третия Хуманистки манифест през 2003 г.
В периода 1974 – 2004 г. Молина служи на различни изследователски и преподавателски постове в Калифорнийския университет, Ървайн, Лабораторията за реактивно движение към Калифорнийския технологичен институт и Масачузетския технологичен институт, където работи едновременно в департамента за земни атмосферни и планетарни науки и в департамента по химия. През юли 2004 г. Молина се присъединява към департамента по химия и биохимия към Калифорнийския университет, Сан Диего и центъра за атмосферни науки към Института по океанография Скрипс. Основава „Център Марио Молина за стратегически изследвания на енергията и околната среда“ (на испански: Centro Mario Molina para Estudios Estratégicos sobre Energía y Medio Ambiente) в град Мексико през 2005 г., служейки като негов директор.
През 2008 г. американският президент Барак Обама назначава Молина да състави екип, който да работи по екологичните проблеми. По време на президентството на Обама, Молина е член на Съвета на президента на САЩ по науката и технологиите.